# 艾玛日寺
艾玛日寺，位于西藏自治区拉萨市墨竹工卡县尼玛江热乡羊日岗村，是一座藏传佛教直贡噶举派寺院。

## 简介
艾玛日寺位于墨竹工卡县尼玛江热乡境内，羊日岗村东北3公里处，海拔3950米。该寺始建于1339年。
艾玛日寺于13世纪由林·曲吉杰布创建，初为羊日岗修行室以及面积仅2柱的阿齐护法神殿。19世纪时，增修了大殿及许多修行室。该寺属直贡噶举派。21世纪初，该寺僧人50多人。该寺是墨竹工卡县境内除直贡梯寺之外最有影响力的噶举派寺庙。
该寺大殿为木石结构，门朝南，高二层，设有回廊。回廊面积2柱，壁画绘有九大天王，殿内主供直贡噶举派祖师觉巴·仁青巴铜像。大殿二层设有高僧住处。大殿北面的山坡上，设有30间喇嘛修行室，规格统一，均为石木结构。 寺内收藏有许多文物。
墨竹工卡县是拉萨市寺庙最多的县。2012年，在广播电视进寺庙活动中，墨竹工卡县技术人员对47座寺庙进行了卫星电视等设备的安装调试。通了广播电视之后，艾玛日寺僧人除每天学经外，日常最大的乐趣便是每日中午和晚上休闲时间收听收看广播电视节目。